# 9881 Sampson
9881 Sampson este o planetă minoră (asteroid) din Mars-crossing asteroid⁠(d). A fost descoperită pe 25 septembrie 1994 la Observatorul Siding Spring de Robert H. McNaught și a fost numită după Ralph Allen Sampson⁠(d). 
Obiectul prezintă o orbită caracterizată de o semiaxă mare de 2,3411824 UAi, o excentricitate de 0,41, o înclinație de 8,08265 ° în raport cu ecliptica.